# Rise of the Northstar
Rise of the Northstar (abreviado como ROTNS) es una banda de Heavy metal francesa de París. Formado en 2008, la banda combina metal, Hip-hop, y hardcore punk con influencias de la cultura pop japonesas. La banda actualmente consta de vocalista Vithia, guitarrista de ventaja Eva-B, Air-One de guitarrista rítmico, el bajista Fabulous Fab, y el baterista Phantom con Vithia siendo el miembro original único del grupo. Rise of the Northstar ha lanzado dos EPs, Tokyo Assault (2010) y Demonstrating My Saiya Style (2012), y dos álbumes de estudio, Welcame (2014) y The Legacy of Shii (2018).

## Historia e inicios
Según Vithia, ROTNS surgió como concepto de banda a sus 14 años de edad, cuando deseaba unir su pasión por la música metal, hardcore y rap con su amor a los animes y mangas de estilo Shonen. Rise of the Northstar fue fundado por vocalista Vithia" en París, 2008. El nombre de la banda era inspirado en el manga Puño de la Estrella Del norte (北斗の拳 Hokuto no Ken). La formación original constaba de Vithia en vocals, Nicolas "Diego" L. en guitarra líder, Loïc "Bboy" Ghanem en guitarra rítmica, Lucas en bajo, y Max V en batería. En el verano de 2008, la banda liberó un demo conteniendo dos pistas en su Myspace. En 2009,  grabaron tres más pistas para cinco días en el Estudio Sainte-Marthe en París, y les liberó el 12 de enero de 2010 junto con las dos pistas del demo como su primer EP tituló Tokyo Assault. En el verano de 2010, el guitarrista principal Nicolas "Diego" L. y el baterista Max V dejó la banda y estuvo reemplazado respectivamente por Eva-B y Hokuto no Kev.

### 2011–2012:Demonstrating My Saiya Style
En mayo del 2011, Rise del Northstar lanzó "Protect your Japan" hizo una campaña después del terremoto y tsunami de Tōhoku  y el desastre nuclear de Fukushima que afectó Japón el 11 de marzo del mismo año. Liberaron una canción exclusiva Fénix "titulado" el 20 de junio de 2011 en su bandcamp página para levantar fondos para la Cruz Roja japonesa. La banda también hizo un vídeoclip para hacer la campaña más grande. Poco después, un guitarrista rítmico nuevo llamado Air One se unió la banda para reemplazar a Loïc G quién había dejado la banda unos cuantos meses más tempranos.
Encima 23 de julio de 2012, la banda liberó un segundo EP conteniendo seis pistas que titularon Demonstrating My Saiya Style. El EP fue lanzado como CD solo para el mundo, y para la versión japonesa se incluyeron 2 CDs packs (incluyendo el nuevo EP y Tokyo Assault) independientemente, y se había vendido las primeras 2,000 copias. Dos vídeos de música estuvieron lanzados del EP: "Sound of Wolves" y el eponymous "Demonstating My Saiya Style".
A principios de 2013,el bajista Lucas anunció su salida, y fue reemplazado por Fabulous Fab. Al final de 2013, la banda grabó su primer álbum de Welcame,y creó su sello discográfico independiente propio, Repression Records. El lanzamiento del álbum estuvo puesto para el 29 de septiembre del 2014, pero fue aplazado a 24 de noviembre del mismo año según el acuerdo entre la banda y la discográfica Nuclear Blast. Welcame Es una referencia al manga Rookies, considerado por la banda como su manera de decir "Bienvenidos" a sus seguidores nuevos. Rise of the Northstar escogió a Zeuss para mezclar y masterizar el álbum, mientras ellos que grababan por ellos mismos: guitarras en su casa, batería y vocales en Sainte Marthe Estudio en París.

### 2017-presente:The Legacy ofShi
En marzo de 2017, la banda anunció que trabajaban en un segundo álbum de estudio. Antes de empezar los registros de álbum, el baterista Hokuto no Kev dejó la banda. En noviembre de 2017, fueron al Silver Cord Studio en Nueva York para grabar el álbum nuevo, producido por Joe Duplantier de Gojira. Siguiendo los registros, el nuevo baterista Phantom se unió la banda. El 13 de junio del 2018, la banda publicó un adelante de su próximo sencillo "Here Comes The Boom," mostrando aproximadamente 10 segundos de imágenes de la canción. Exactamente un mes más tarde el 13 de julio de 2018, la banda lo lanzó. También lanzaron otros dos singles antes del álbum,"This is Crossover" en agosto y "Nekketsu" una semana antes del lanzamiento del álbum junto a un vertical-lyrical vídeo. El 19 de octubre de 2018, fue el lanzamiento oficial. Según el guitarrista Evangelion-B, el álbum dice la historia de un espíritu japonés yōkai que los posee y luchar contra la banda contada en las 11 pistas. En el álbum,  utilizaron siete cuerdas por primera vez en medios del álbum, con una sintonía muy baja, y mezclaron más estilos musicales en el álbum. El 25 de marzo de 2019, la banda lanzó un adelanto para un próximo vídeo musical en su Canal de YouTube. El clip contiene una cuenta de 1-4 en japonés y un 1 segundo clip del intro riff para "The Legacy of Shi"

## Estilo musical, influencias, y temas líricos
Rise of the Northstar posee un estilo musical que mezcla New York Hardcore de los 90's con metal, hip-hop y cultura pop japonesa, una mezcla que la banda llama como "crossover". La banda está influenciada por grupos de metal como Rage Against the Machine, Slayer, Suicidal Tendencies, Machine Head, Pantera, y Biohazard, y grupos de hip hop como Wu-Tang Clan, Onyx and Mobb Deep Sus letras hablan sobre la realidad de las vidas de la banda a través de referencias al manga,especialmente el Puño de la Estrella Del norte, . Dragon Ball, Akira, Rookies y Great Teacher Onizuka. También Vithia ha declarado que su pasión por el anime comenzó cuando de niño vio el primer opening de Saint Seiya y Azuki

## Imagen
Durante la era de Demonstrating My Saiya Style y Welcame, los miembros de banda llevaron uniformes escolares japoneses gakuran con ongstage estilo furyo (delincuentes juveniles japoneses): es decir, chaquetas más cortas, pantalones enormes y sneakers, el cual es totalmente prohibido en escuelas de Japón. Según el vocalista Vithia, "En algún shōnen manga, verás que los furyos viven sus vidas por sus reglas propias, omitiendo el mundo alrededor de ellos. Corren sus vidas como quieren, no como la sociedad les gustaría que viviesen! " ROTNS es sobre eso y nuestros uniformes significa que todos los cinco estamos unidos por los mismos objetivos y en contra de todo el código establecido en esta escena. Tenemos nuestros códigos propios, reglas propias,  creamos nuestra manera propia". Actualmente, la banda lleva un original negro uniforme cuál tiene abundancia de referencias al shōnen manga que la banda creció.

## Miembros de banda

Rise of the Northstar, live at With Full Force 2018
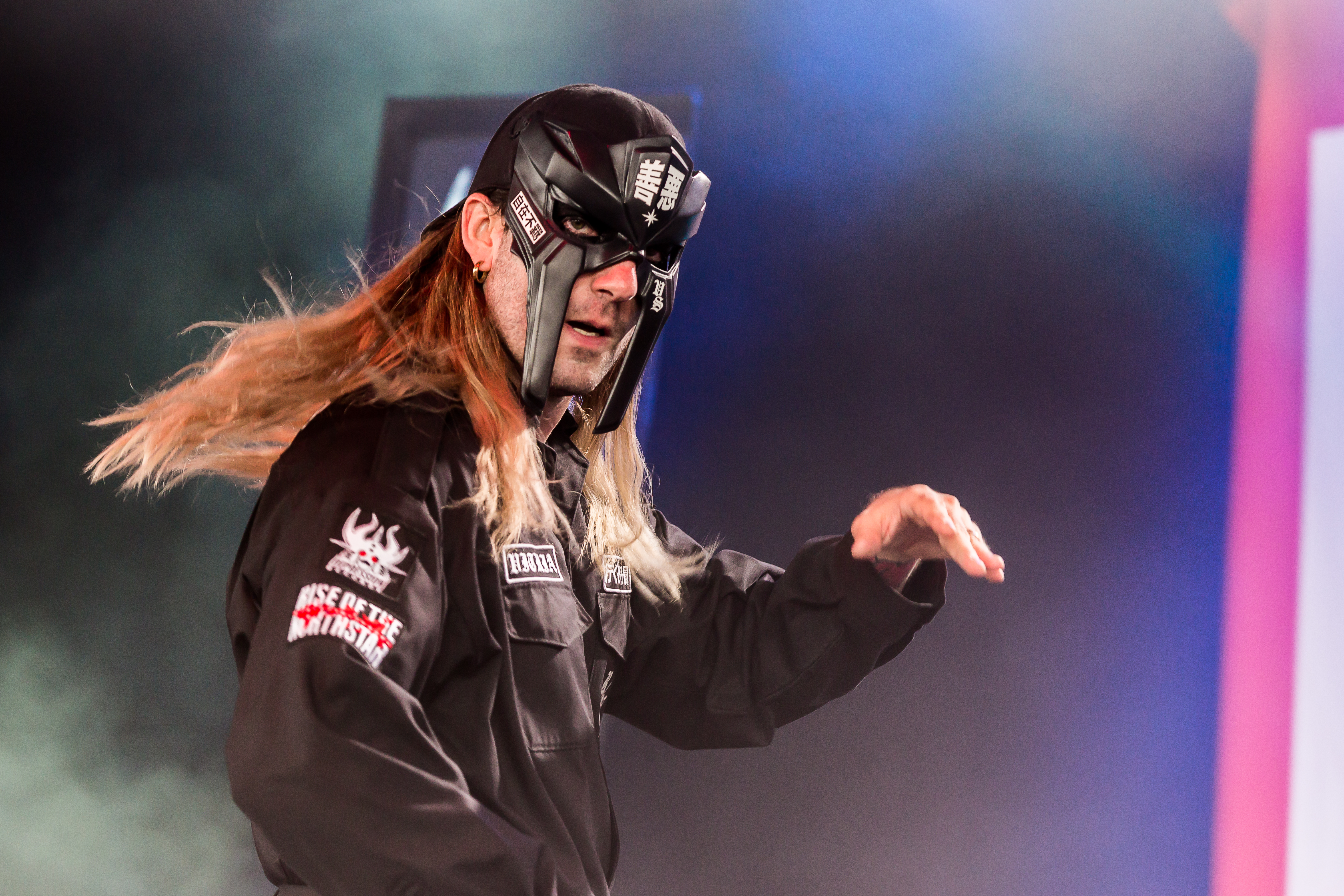
Cantante Vithia
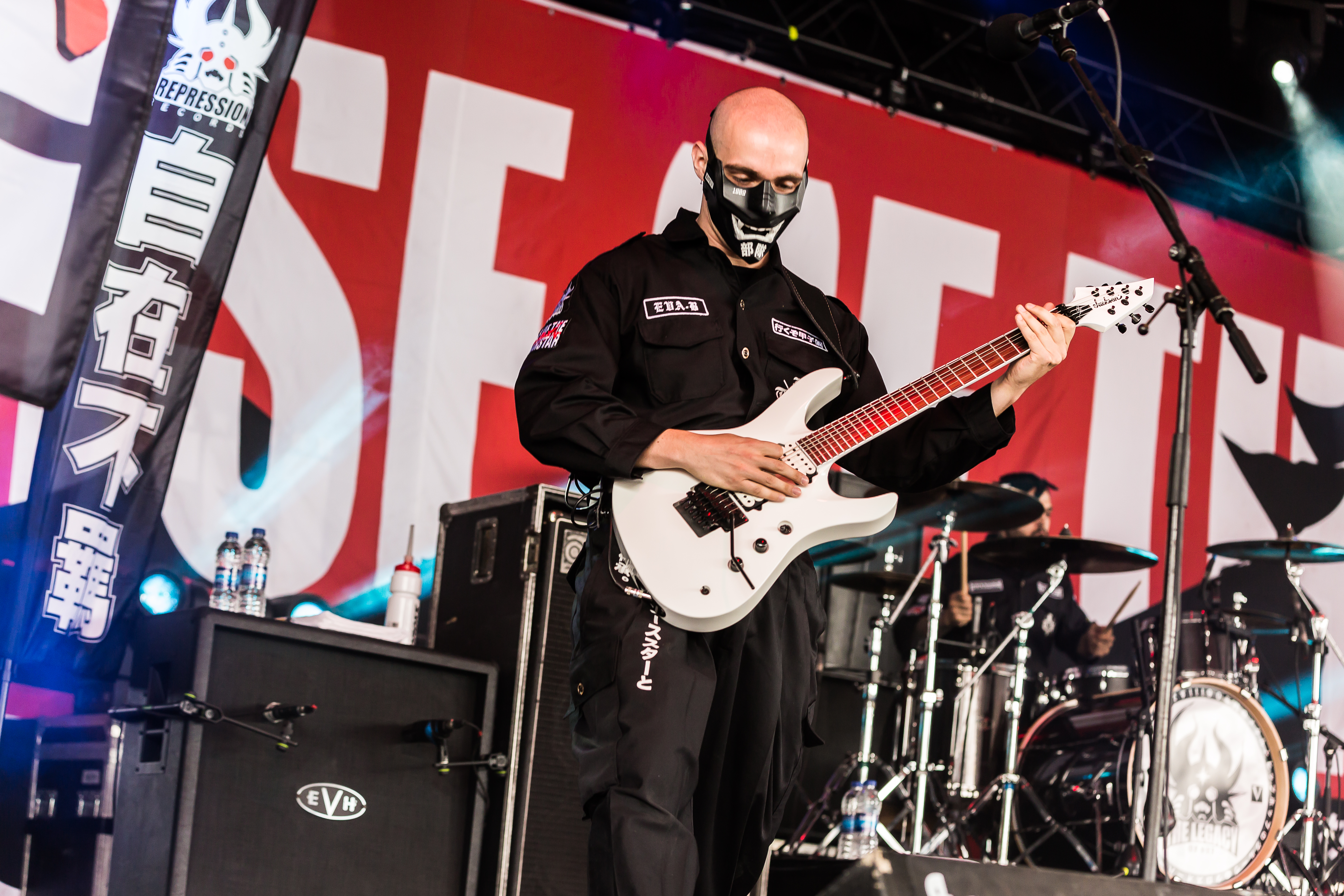
Guitarrista Eva-B
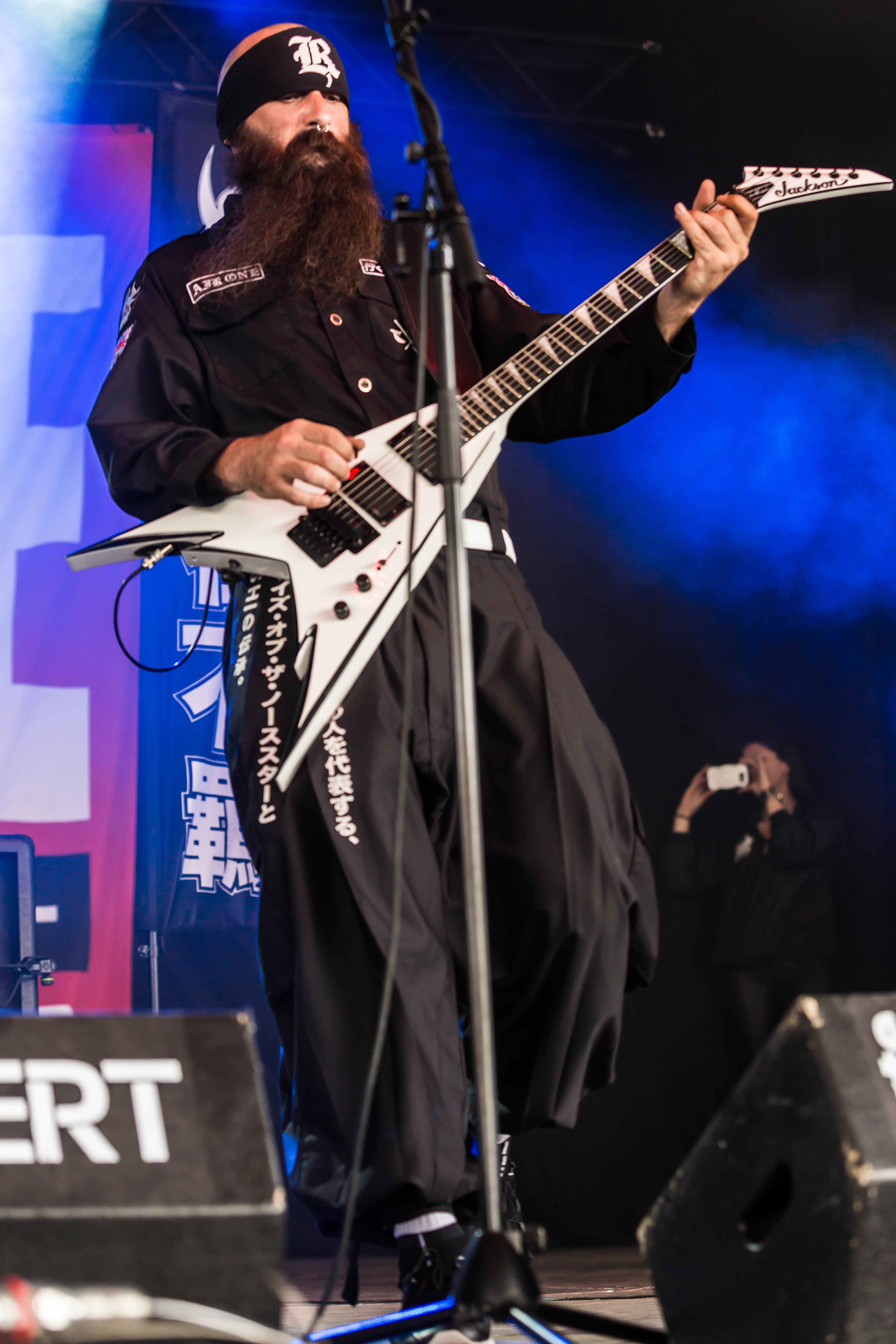
Guitarrista rítimico Air-One
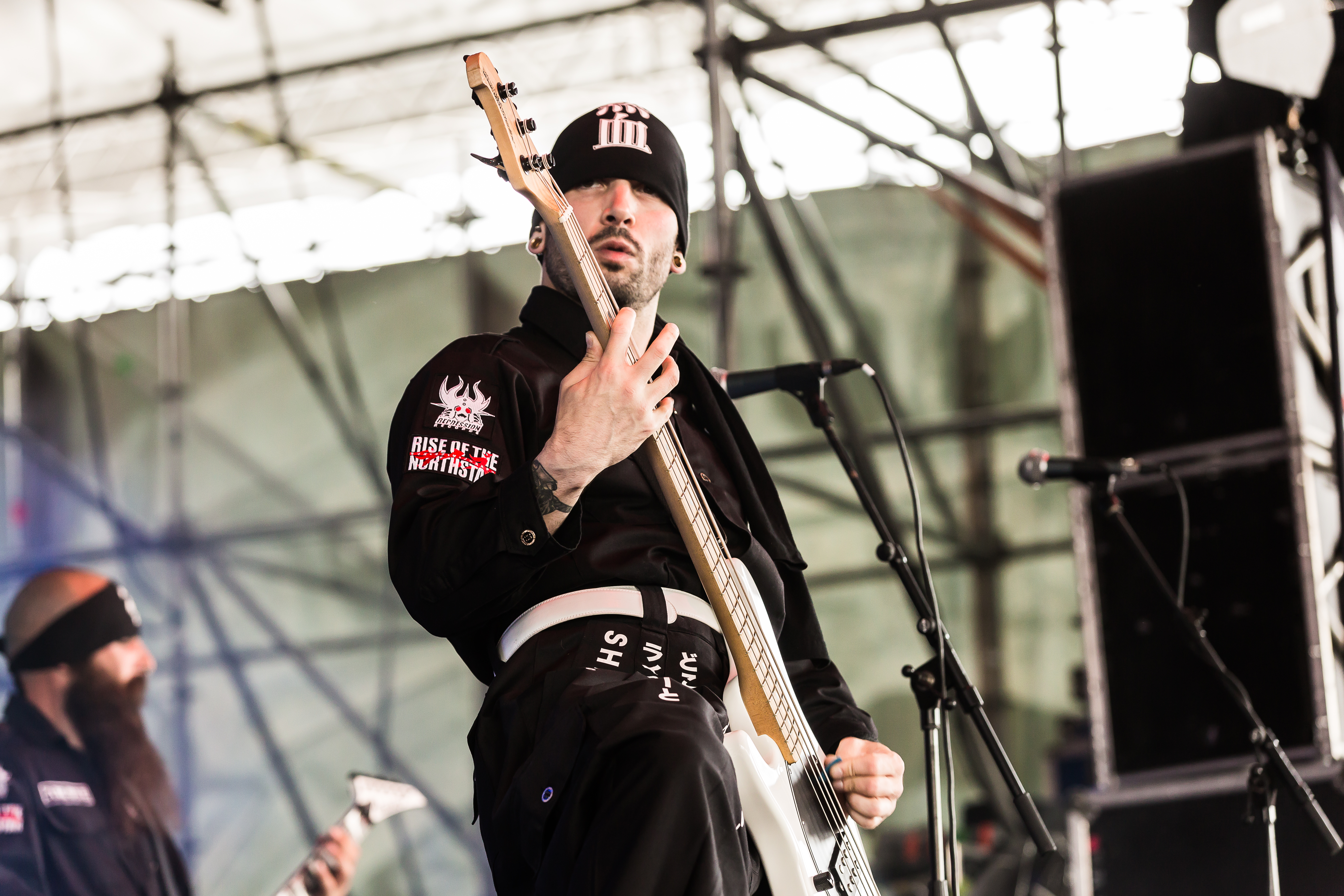
Bajista Fabulous Fab
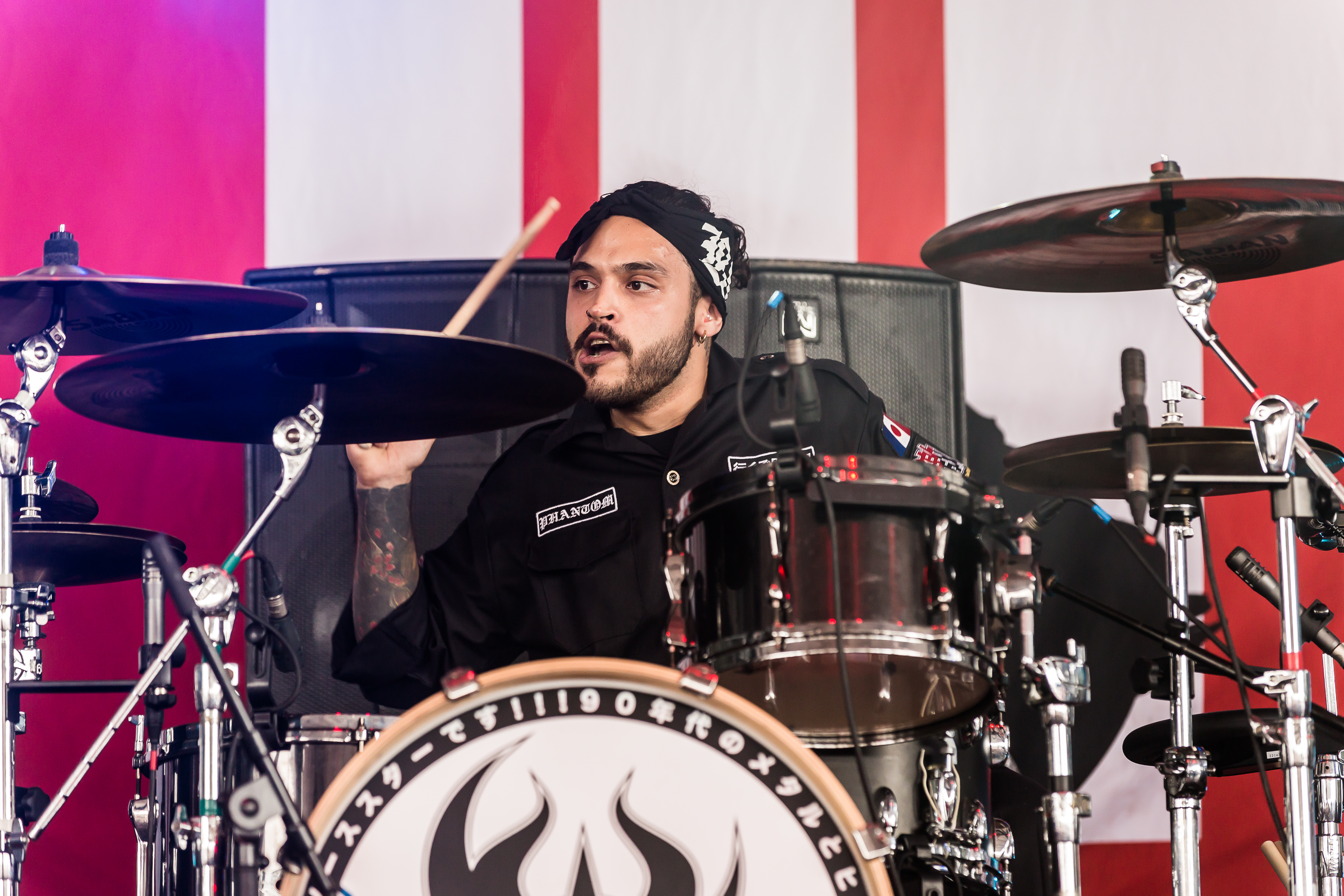
Baterista Phantom

|  | Current members - Victor "Vithia" Leroy — vocals (2008–present) - Brice "Eva-B" Gauthier — lead guitar (2010–present) - Erwan "Air One" Menez — rhythm guitar (2011–present) - Fabien "Fabulous Fab" Lahaye — bass guitar (2013–present) - Phantom — drums (2018–present) | Former members - Nicolas "Diego" Leroy — lead guitar (2008–2010) - Max V. — drums (2008–2010) - Loïc "Bboy" Ghanem — rhythm guitar (2008–2011) - Lucas — bass guitar (2008–2013) - Kevin "Hokuto no Kev" Lecomte — drums (2010–2018) |

## Discografía

### Álbumes de estudio
| Título                                          | Detalles de álbum                                                                                      | Posiciones de gráfico de la cumbre | Posiciones de gráfico de la cumbre | Posiciones de gráfico de la cumbre | Posiciones de gráfico de la cumbre               | Posiciones de gráfico de la cumbre |
| Título                                          | Detalles de álbum                                                                                      | FRA                                | GER                                | SWI                                | UKIndieBreak<br id="mwzA"><br><br id="mwzQ"><br> | UKRock<br id="mw0w"><br>           |
| ----------------------------------------------- | --- | ---------------------------------- | ---------------------------------- | ---------------------------------- | ------------------------------------------------ | ---------------------------------- |
| Welcame                                         | - Liberado: 21 de noviembre de 2014 - Etiqueta: Nuclear Blast - Formatos: CD, #elepé, descarga digital | —                                  | —                                  | —                                  | —                                                | —                                  |
| \| The Legacy of Shi \| \| ----------------- \| | - Liberado: 19 de octubre de 2018 - Etiqueta: Nuclear Blast - Formatos: CD, #elepé, descarga digital   | 82                                 | 32                                 | 81                                 | 20                                               | 32                                 |
| The Legacy of Shi                               | |                                    |                                    |                                    |                                                  |                                    |

### Extended Plays
| Título                                  | EP Detalles                                                                                   |
| --------------------------------------- | --------------------------------------------------------------------------------------------- |
| \| Tokyo Assault \| \| ------------- \| | - Liberado: 12 de enero de 2010 - Etiqueta: Akatsuki Records - Formato: CD                    |
| Demonstrating My Saiya Style            | - Liberado: 23 de julio de 2012 - Etiqueta: Akatsuki Records - Formatos: CD, descarga digital |
| Tokyo Assault                           |                                                                                               |